# Tyrel (filme)

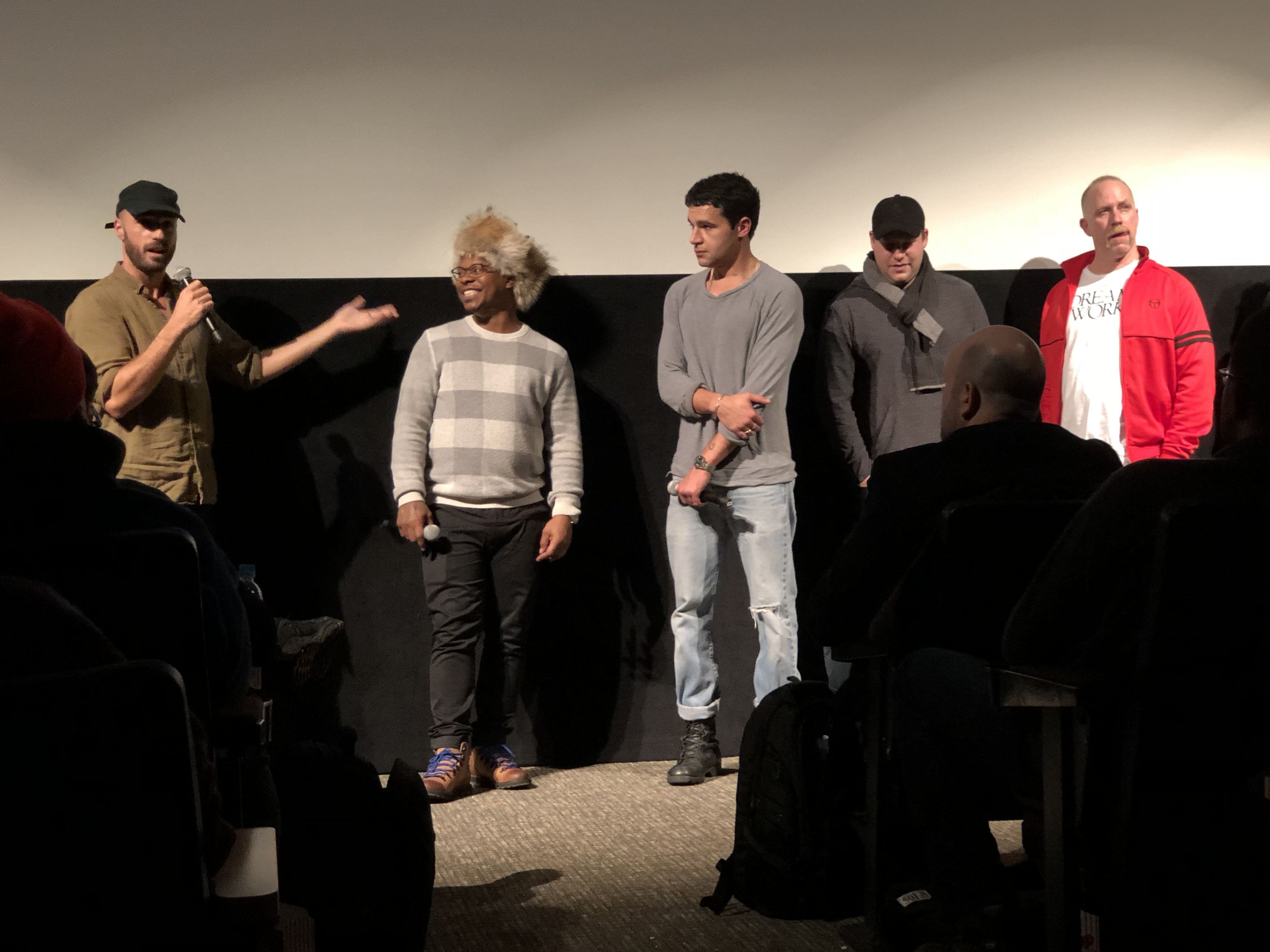
Equipe de Tyrel no Festival de Sundance de 2018

Tyrel é um filme de drama estadunidense de 2018 dirigido e escrito por Sebastián Silva. Estrelado por Jason Mitchell, Christopher Abbott e Michael Cera, estreou no Festival Sundance de Cinema em 20 de janeiro de 2018.

## Elenco
- Jason Mitchell - Tyler
- Christopher Abbott - Johnny
- Michael Cera - Alan
- Caleb Landry Jones - Max
- Roddy Bottum - Dylan
- Ann Dowd
- Phillip Ettinger
- Michael Zegen